# Правительство Новгородской области
Правительство Новгородской области — коллегиальный высший исполнительный орган государственной власти Новгородской области. Главой Правительства является Губернатор Новгородской области.
Правительство Новгородской области действует на основании Конституции Российской Федерации, федеральных конституционных законов, федеральных законов, указов Президента Российской Федерации, постановлений Правительства Российской Федерации и иных нормативных правовых актов Российской Федерации, Устава Новгородской области и иных нормативных правовых актов Новгородской области.
Правительство Новгородской области разрабатывает и осуществляет меры по обеспечению комплексного социально-экономического развития области, участвует в проведении единой государственной политики в области финансов, науки, образования, здравоохранения, культуры, физической культуры и спорта, социального обеспечения, безопасности дорожного движения и экологии.
Правительство Новгородской области формируется Губернатором Новгородской области. Губернатор является его Председателем и руководит им; назначает на должность и освобождает от должности лиц, входящих в состав Правительства Новгородской области, принимает решение об отставке Правительства Новгородской области. Правительство обладает правами юридического лица, имеет гербовую печать с изображением Герба Новгородской области. Правительство Новгородской области действует в пределах срока полномочий Губернатора Новгородской области и слагает свои полномочия перед вновь избранным Губернатором Новгородской области.

## История
5 июля 1944 года, одновременно с созданием Новгородской области, был образован областной исполнительный комитет — высший исполнительный орган власти при Новгородском областном Совете депутатов трудящихся и именовался Исполнительный комитет Новгородского областного Совета депутатов трудящихся. Параллельно был создан Новгородский областной комитет КПСС — высший партийный орган Новгородской области, де-факто являвшийся высшим органом власти в области.
В 1977 году, после принятия Новой Конституции, Советы депутатов трудящихся были переименованы в Советы народных депутатов. С этого времени исполнительный комитет называется Исполнительный комитет Новгородского областного Совета народных депутатов.
Полномочия Исполнительного комитета Новгородского областного Совета народных депутатов были прекращены в 1991 году. Это произошло в связи с созданием Администрации Новгородской области, к которой перешли исполнительно-распорядительные функции.
24 октября 1991 года Президент РФ подписал указ о назначении главой администрации Новгородской области Михаила Прусака.
В 1995 году с принятием устава Новгородской области должность главы администрации была переименована в губернатора Новгородской области. В декабре 1995 года по результатам выборов первым губернатором стал действующий глава администрации Михаил Прусак.
1 мая 2013 года Администрация Новгородской области переименована в Правительство Новгородской области.

## Состав и полномочия
| Должность                                                                                                  | ФИО                            | Начало полномочий          |
| Председатель Правительства                                                                                 | Председатель Правительства     | Председатель Правительства |
| --- | ------------------------------ | -------------------------- |
| Председатель Правительства, Губернатор Новгородской области                                                | Дронов, Александр Валентинович | с 7 февраля 2025           |
| Заместители Председателя, заместители Губернатора Новгородской области                                     |                                |                            |
| первый заместитель Губернатора Новгородской области                                                        | Богданов Евгений Владимирович  | с 15 марта 2022            |
| первый заместитель Губернатора Новгородской области                                                        | Дронов Александр Валентинович  | с 15 января 2020           |
| заместитель Губернатора Новгородской области — руководитель Администрации Губернатора Новгородской области | Данилов Андрей Вячеславович    | с 14 февраля 2020          |
| заместитель Председателя Правительства Новгородской области Губернатора Новгородской области               | Маленко Илья Сергеевич         | с 27 декабря 2021          |
| заместитель Председателя Правительства Новгородской области                                                | Шульцев Станислав Васильевич   | с 27 декабря 2019          |
| заместитель Председателя Правительства Новгородской области                                                | Кирилова Елена Михайловна      | с 14 мая 2019              |
| заместитель Председателя Правительства Новгородской области                                                | Тимофеева Анна Владиславовна   | с 20 мая 2020              |
| заместитель Председателя Правительства Новгородской области                                                | Белокрылова Оксана Анатольевна | с 4 апреля 2022            |
| заместитель Губернатора Новгородской области                                                               | Школьников Игорь Александрович | с 13 декабря 2019          |
| Заместители руководителя Администрации Губернатора Новгородской области                                    |                                |                            |
| заместитель руководителя Администрации Губернатора Новгородской области                                    | Борцевич Илья Юрьевич          | с 8 декабря 2021           |
| Министры                                                                                                   |                                |                            |
| министр промышленности и торговли Новгородской области                                                     | Чекмарев Иван Витальевич       | с 20 апреля 2021           |
| министр образования Новгородской области                                                                   | Яковлев Дмитрий Николаевич     | с 10 августа 2022          |
| министр инвестиционной политики Новгородской области                                                       | Носачев Денис Леонидович       | с 21 марта 2019            |
| министр транспорта и дорожного хозяйства Новгородской области                                              | Куранов Константин Сергеевич   | с 25 июля 2022             |
| министр культуры Новгородской области                                                                      | Петрова Илианна Ивановна       | с 23 августа 2022          |
| министр цифрового развития и информационно-коммуникационных технологий Новгородской области                | Киблер Михаил Валерьевич       | с 13 мая 2022              |
| министр труда и социальной защиты Новгородской области                                                     | Семёнова Светлана Викторовна   | с 14 октября 2020          |
| министр сельского хозяйства Новгородской области                                                           | Витвицкий Виктор Николаевич    | с 7 февраля 2024           |
| министр спорта и молодёжной политики Новгородской области                                                  | Михайлова Кристина Юрьевна     | с 19 ноября 2019           |
| министр жилищно-коммунального хозяйства и топливно-энергетического комплекса Новгородской области          | Николаева Ирина Юрьевна        | с 1 апреля 2019            |
| министр здравоохранения Новгородской области                                                               | Яковлев Валерий Николаевич     | с 27 июля 2022             |

## Представительство Правительства Новгородской области при Правительстве Российской Федерации[4]
- Прудников Алексей Андреевич — заместитель Губернатора Новгородской области
- Грувер Адам Усамиевич — Руководитель представительства Правительства Новгородской области при Правительстве Российской Федерации
- Мельников Георгий Теймуразович — заместитель руководителя представительства Правительства Новгородской области при Правительстве Российской Федерации

## Представитель в Совете Федерации
Митин, Сергей Герасимович — с 14 октября 2017 года наделён полномочиями члена Совета Федерации Федерального Собрания Российской Федерации — представителя от Правительства Новгородской области.